# Xinkaidi
Xinkaidi (kinesiska: 新开地, 新开地乡) är en socken i Kina. Den ligger i den autonoma regionen Inre Mongoliet, i den norra delen av landet, omkring 580 kilometer nordost om regionhuvudstaden Hohhot. Antalet invånare är 9008. Befolkningen består av 4 428 kvinnor och 4 580 män. Barn under 15 år utgör 15,0 %, vuxna 15-64 år 75 %, och äldre över 65 år 8,0 %.
Genomsnittlig årsnederbörd är 530 millimeter. Den regnigaste månaden är juni, med i genomsnitt 152 mm nederbörd, och den torraste är december, med 4 mm nederbörd.